# 艾米利亚-罗马涅大奖赛
艾米利亚-罗马涅大奖赛（義大利語：Gran Premio dell'Emilia Romagna）是一級方程式賽車比賽其中一個分站。比赛在意大利艾米利亚-罗马涅大区伊莫拉的恩佐与迪诺·法拉利赛道举办，首次举办于2020年10月31日。

## 歷史
一級方程式賽車於1980年以意大利大奖赛為名舉辦比賽，及後在1981年至2006年改以聖馬利諾大獎賽為名舉辦比賽，兩項大獎賽同樣在安佐與迪諾·法拉利賽道進行。
受到2019冠狀病毒病影響，一级方程式官方對賽曆進行大幅更動，並在2020年7月24日宣布新增本站賽事，時隔14年以「艾米利亞-羅馬涅大獎賽」再次舉辦F1賽事。
2023年5月17日，受比赛所在地伊莫拉当地的持续强降雨和可能会引发洪水的因患，出于安全考虑，一级方程式官方、国际汽车联盟以及伊莫拉政府决定停止于5月19至21日举行的2023年艾米利亚-罗马涅大奖赛。
2025年6月，一级方程式官方宣布2026年以后将不再在伊莫拉举办比赛，并由马德里赛道取代。

## 賽事名稱
- 阿联酋航空艾米利亚-罗马涅大奖赛（Emirates Gran Premio dell'Emilia Romagna）2020
- 倍耐力意大利製造艾米利亚-罗马涅大奖赛（Pirelli Gran Premio del Made in Italy e dell'Emilia Romagna）[6][7]2021
- 劳力士意大利製造艾米利亚-罗马涅大奖赛（Rolex Gran Premio del Made in Italy e dell'Emilia Romagna）2022
- 卡塔尔航空意大利製造艾米利亚-罗马涅大奖赛（Qatar Airways Gran Premio del Made in Italy e dell'Emilia Romagna）2023
- 地中海郵輪意大利製造艾米利亚-罗马涅大奖赛（MSC Cruises Gran Premio del Made in Italy e dell'Emilia Romagna）2024
- 亚马逊云计算意大利製造艾米利亚-罗马涅大奖赛（AWS Gran Premio del Made in Italy e dell'Emilia Romagna）2025

## 冠軍

### 多次奪冠車手
粗體表示該車手現在仍參加世界一級方程式錦標賽
| 次數 | 車手            | 年度                   |
| ---- | --------------- | ---------------------- |
| 4    | 馬克斯·維斯塔潘 | 2021、2022、2024、2025 |

### 多次奪冠車隊
粗體表示該車隊現在仍參加世界一級方程式錦標賽
| 次數 | 車隊 | 年度                   |
| ---- | ---- | ---------------------- |
| 4    | 紅牛 | 2021、2022、2024、2025 |

### 歷屆冠軍
| 年份 | 車手            | 車隊              | 賽道                  | 報告 |
| ---- | --------------- | ----------------- | --------------------- | ---- |
| 2025 | 馬克斯·維斯塔潘 | 紅牛–本田紅牛動力 | 安佐與迪諾·法拉利賽道 | 報告 |
| 2024 | 馬克斯·維斯塔潘 | 紅牛–本田紅牛動力 | 安佐與迪諾·法拉利賽道 | 報告 |
| 2023 | 停辦            | 停辦              | 停辦                  | 報告 |
| 2022 | 馬克斯·維斯塔潘 | 紅牛–紅牛動力     | 安佐與迪諾·法拉利賽道 | 报告 |
| 2021 | 馬克斯·維斯塔潘 | 红牛–本田         | 安佐與迪諾·法拉利賽道 | 報告 |
| 2020 | 路易斯·漢米爾頓 | 梅賽德斯          | 安佐與迪諾·法拉利賽道 | 報告 |